# Caracatița (serial)
Caracatița (titlu original în italiană: La piovra) este un serial polițist dramatic de televiziune italian despre mafie.

## Distribuție
- Michele Placido : comisarul Corrado Cattani
- Florinda Bolkan : contesa Olga Camastra
- Alain Cuny : Nicola Antinari
- Francisco Rabal : abatele Lovani
- Marie Laforêt : Anna Antinari
- Pierre Vaneck : Carlo Antinari
- Paul Guers : profesorul Gianfranco Laudeo
- Vittorio Mezzogiorno : comisarul Davide Licata
- Claudine Auger : Annunziata Linori
- Raoul Bova : vicecomisarul Gianni Breda, apoi căpitanul Carlo Arcuti
- Patricia Millardet : judecătoarea de instrucție Silvia Conti
- François Périer : avocatul Terrasini
- Bruno Cremer : Antonio Espinosa
- Giuliana De Sio : Giulia Antinari
- Nicole Jamet : Elsa Cattani
- Barbara De Rossi : Titti Pecci Scialoja
- Vanni Corbellini : Andrea Linori
- Martin Balsam : Frank Carrisi
- Angelo Infanti : Sante Cirrinà
- Anja Kling : Barbara Altamura
- Luigi Pistilli : Giovanni Linori
- Orazio Orlando : Annibale Corvo
- Ray Lovelock : Simon Barth
- Tony Sperandeo : Turri
- Fabrizio Contri : baronul Francesco Altamura
- Ennio Fantastichini : Saverio Bronta
- Remo Girone : Gaetano „Tano” Cariddi
- Pierre Mondy : Amilcare Brenna

## Miniseriile
Caracatița este format din următoarele 10 miniserii televizate:
| Ordine | An   | Titlu                                                      | Episoade | Regizor            | Subiect          | Subiect              | Subiect              | Subiect            | Scenariu             | Scenariu           | Scenariu           | Scenariu             | Scenariu         | Scenariu     |
| ------ | ---- | ---------------------------------------------------------- | -------- | ------------------ | ---------------- | -------------------- | -------------------- | ------------------ | -------------------- | ------------------ | ------------------ | -------------------- | ---------------- | ------------ |
| 1      | 1984 | La piovra                                                  | 6        | Damiano Damiani    | Ennio De Concini |                      |                      |                    | Lucio Battistrada    | Massimo De Rita    | Nicola Badalucco   |                      |                  |              |
| 2      | 1986 | La piovra 2                                                | 6        | Florestano Vancini | Ennio De Concini | Odile Barski         |                      |                    | Ennio De Concini     | Odile Barski       |                    |                      |                  |              |
| 3      | 1987 | La piovra 3                                                | 7        | Luigi Perelli      | Ennio De Concini |                      |                      |                    | Sandro Petraglia     | Stefano Rulli      |                    |                      |                  |              |
| 4      | 1989 | La piovra 4                                                | 6        | Luigi Perelli      | Sandro Petraglia | Stefano Rulli        |                      |                    | Sandro Petraglia     | Stefano Rulli      | Francesco Marcucci |                      |                  |              |
| 5      | 1990 | La piovra 5 - Il cuore del problema                        | 5        | Luigi Perelli      | Sandro Petraglia | Stefano Rulli        |                      |                    | Sandro Petraglia     | Stefano Rulli      | Francesco Marcucci |                      |                  |              |
| 6      | 1992 | La piovra 6 - L'ultimo segreto                             | 6        | Luigi Perelli      | Sandro Petraglia | Stefano Rulli        |                      |                    | Sandro Petraglia     | Stefano Rulli      | Francesco Marcucci |                      |                  |              |
| 7      | 1995 | La piovra 7 - Indagine sulla morte del commissario Cattani | 6        | Luigi Perelli      | Sergio Silva     | Piergiuseppe Murgia  |                      |                    | Alessandro Sermoneta | Umberto Contarello | Francesco Marcucci | Pier Giuseppe Murgia | Andrea Porporati | Sergio Silva |
| 8      | 1997 | La piovra 8 - Lo scandalo                                  | 2        | Giacomo Battiato   | Sergio Silva     | Andrea Porporati     | Alessandro Sermoneta | Umberto Contarello | Alessandro Sermoneta | Mimmo Rafele       |                    |                      |                  |              |
| 9      | 1998 | La piovra 9 - Il patto                                     | 2        | Giacomo Battiato   | Mimmo Rafele     | Andrea Porporati     | Alessandro Sermoneta |                    | Alessandro Sermoneta | Mimmo Rafele       | Andrea Porporati   |                      |                  |              |
| 10     | 2001 | La piovra 10                                               | 2        | Luigi Perelli      | Sergio Silva     | Pier Giuseppe Murgia |                      |                    | Piero Bodrato        | Mimmo Rafele       | Sergio Silva       | Luigi Perelli        |                  |              |